# Talk About Love
"Talk About Love" é uma canção da cantora sueca Zara Larsson, gravada para o seu terceiro álbum de estúdio Poster Girl (2021). Conta com a participação do rapper norte-americano Young Thug. O seu lançamento ocorreu a 8 de janeiro de 2021, através da editora discográfica Record Company TEN e Epic Records, servindo como quinto single para promoção do disco.

## Antecedentes e lançamento
"‘Talk About Love’ é sobre aquela fase antes de duas pessoas descobrirem o que são uma para a outra. Essa janela específica é tão linda e frágil, assim que você começa a  se perguntar 'estamos fazendo isso?', ou 'como você se sente?', para algumas pessoas que estragam a magia. ‘Talk About Love’ é saborear aquele momento antes de você ter que decidir."

- Larsson explicando sobre o que se trata a canção.
Após os lançamentos de “Love Me Land” — inspirado no grupo sueco ABBA — e escrita pela própria junto com a equipe de Julia Michaels e Justin Tranter, com um vídeo gravado socialmente distanciado durante a pandemia de COVID-19, do repentino ressurgimento de ”WOW” lançado em 2019 que explodiu no TikTok depois de ter sido destaque no filme original de sucesso da Netflix, Work It (2020), do remix com a atriz principal do filme, Sabrina Carpenter — charteando no Reino Unido — e da sua performance no MTV Europe Music Awards de 2020 em novembro de 2020, Larsson anunciou que seu novo álbum seria lançado dentro de alguns meses, revelando o título do mesmo, Poster Girl. Em relação ao álbum, Zara confirmou em várias entrevistas que já estava terminado há algum tempo, mas o ressurgimento surpresa de "WOW" forçou sua gravadora a atrasá-lo e torná-lo um single. De volta a 2019, o álbum de Zara já estava pronto, mas a gravadora Sony, estando insatisfeita com isso, disse a ela que precisava de algum trabalho, e ela o adiou.
Em 4 de janeiro de 2021, Larsson fez uma publicação em seu Instagram, com a legenda "New year, new logo", dando indícios de que daria início a sua nova era de trabalho musical. "Talk About Love" foi anunciada no dia seguinte. Na postagem, a artista compartilhou a foto de capa do projeto, trazendo seu rosto iluminado em um formato de coração. Já em outra publicação, um vídeo de 19 segundos com cenas da cantora e do rapper. A música foi lançada em 8 de janeiro de 2021. Um mês antes do lançamento do single, a cantora chamou Thug de "rei" por ousar usar saias e forçar ainda mais os limites em relação à representação da masculinidade no rap. Diversas vezes durante sua carreira, Young Thug afirmou que é possível ser gangsta mesmo usando um vestido.
Produzido por Mike Sabath, que já trabalhou com artistas como Lizzo, Meghan Trainor e Jonas Brothers, o novo single agressivamente enérgico e de espírito livre mostra Zara corajosamente declarando “Eu não quero falar sobre amor”, com um verso melódico de Young Thug. Poster Girl foi anunciado oficialmente no mesmo dia, durante uma transmissão ao vivo antes da estreia do videoclipe de "Talk About Love". No mesmo dia, Larsson postou a arte da capa em suas redes sociais e anunciou que o álbum será lançado em 5 de março de 2021.

## Videoclipe
Antes do lançamento do videoclipe oficial, um vídeo lírico para a faixa foi lançado em 7 de janeiro de 2021. No dia seguinte, o videoclipe oficial foi lançado em seu canal oficial no YouTube. No vídeo dirigido por Ryder Ripps e Larsson, a cantora mergulha em uma sequência de dança emocionante com o interesse amoroso do clipe enquanto eles têm um ponto de encontro casual em casa. "Eu só quero nos manter bem aqui no momento / Por que você tem que ir se perder nas emoções? / Eu não quero falar sobre amor", ela proclama no refrão de espírito livre.

## Faixas e formatos
Download digital
1. "Talk About Love" (com Young Thug) – 3:19

## Equipe e colaboradores
Créditos adaptados do Tidal.
Gestão
Publicado pela TEN Music Group & Epic Records — distribuído pela Sony Music
Pessoal
- Zara Larsson — artista principal, vocal principal
- Young Thug — artista convidado, voz, escritor
- Amy Allen — escritora
- Dewain Whitmore — escritor
- Mike Sabath — escritor
- Șerban Ghenea — produtor, mixagem
- John Hanes — engenharia
- Michelle Mancini — masterização

## Desempenho nas tabelas musicais
| País — Tabela musical (2021)       | Melhor posição |
| ---------------------------------- | -------------- |
| Chéquia (Rádio – Top 100)          | 63             |
| Estados Unidos (Mainstream Top 40) | 33             |
| Nova Zelândia (RMNZ)               | 18             |
| Suécia (Sverigetopplistan)         | 21             |

## Histórico de lançamento
| Região | Data                 | Formato                    | Gravadora | Ref.          |
| ------ | -------------------- | -------------------------- | --------- | ------------- |
| Várias | 8 de janeiro de 2021 | Download digital streaming | Epic TEN  | [ 16 ] [ 21 ] |